# S.O.S. (film, 1929)
Pour plus de détails, voir Fiche technique et Distribution.
S.O.S. (S.O.S. Schiff in Not) est un film allemand réalisé par Carmine Gallone, sorti en 1929.

## Fiche technique
- Titre original : S.O.S. Schiff in Not
- Titre français : S.O.S.
- Réalisation : Carmine Gallone
- Scénario : Carmine Gallone
- Direction artistique : Heinz Fenchel (en) et Jacek Rotmil
- Photographie : Victor Arménise, Friedl Behn-Grund et Willi Teske
- Pays d'origine : République de Weimar
- Format : Noir et blanc - 1,33:1 - Film muet
- Genre : drame
- Durée : 80 minutes
- Date de sortie : 1929

## Distribution
- Liane Haid : Grazia Boni
- Alphons Fryland (en) : Mario Boni
- Gina Manès : Rita del Rios
- André Nox : le clown
- Harry Nestor (en) : Mohamed Bey
- Leopold von Ledebur : le Capitaine
- Sylvia Torf